# Cryothenia peninsulae
Cryothenia peninsulae és una espècie de peix pertanyent a la família dels nototènids.

## Descripció
- Pot arribar a fer 17 cm de llargària màxima.
- 4-6 espines i 34-36 radis tous a l'aleta dorsal i 33-35 radis tous a l'anal.
- 50-53 vèrtebres.
- El cos presenta àrees fosques i clares de color porpra i argentades. Argentat a la zona ventral.[5][6]

## Reproducció
Té lloc, probablement, a la tardor o l'hivern australs.

## Hàbitat
És un peix d'aigua marina, pelàgic-oceànic i de clima polar (61°S-67°S) que viu entre 50 i 400 m de fondària.

## Distribució geogràfica
Es troba a l'oceà Antàrtic: la costa occidental de la península Antàrtica i l'arxipèlag Palmer.

## Observacions
És inofensiu per als humans.